# Johann Ernst Hartmann

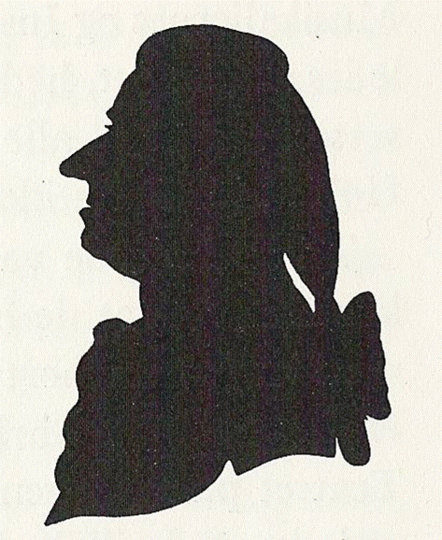
Johann Hartmann

Johann Ernst Hartmann (* 24. Dezember 1726 in Groß-Glogau in Fürstentum Glogau; † 21. Oktober 1793 in Kopenhagen) war ein deutsch-dänischer Musiker und Komponist, der ab 1762 in Kopenhagen wirkte. Er gilt als Stammvater einer großen Zahl von kulturellen Persönlichkeiten, wie Johann Peter Emilius Hartmann und Lars von Trier.

## Leben
1754 war er Geiger beim Breslauer Fürstbischof, Philipp Gotthard von Schaffgotsch; später wurde er Konzertmeister der kleinen Residenz Rudolstadt und dann in Plön von Herzog Friedrich Carl. Als der Herzog 1761 ohne Erben starb, fiel sein Herzogtum an den dänischen König Frederik V., und ein Teil der Plöner Orchestermusiker reiste nach Kopenhagen, einschließlich Hartmann.
In Kopenhagen wurde er mit offenen Armen empfangen. Er wurde sofort als Geiger in der königlichen Kapelle angestellt, war Musiklehrer für den späteren König Christian VII. und wurde 1768 zum Orchesterleiter befördert. Er wurde zu einer führenden Kraft in den Kammermusikkonzerten am Hof in den Jahren um 1770. Darüber hinaus nahm er an Konzerten in privaten Veranstaltungen wie den „Gjethuskoncerter“ (ab 1774) oder den Konzerten in „Det harmoniske Selskab“ (etwa: der harmonischen Gesellschaft) teil oder leitete sie.
Die vorherrschende Opernstil an das Hoftheater und dem Königlichen Theater wurde von Italien inspiriert, aber gerade in diesen Jahren reif für einen einfacheren französisch inspirierten Stil, und Hartmann wurde wiederholt aufgefordert, Musik für Komödien in dänischer Sprache zu liefern. In 1778 wurde die italienische Opernkompanie entlassen, und der neue Stil setzte sich durch. Im Jahre 1779 komponierte Hartmann seine ersten beiden Versuche in der neuen Gattung. Johannes Ewald schrieb die Texte und Hartmann Musik für die Stücke
Balders død (Balders Tod) und Fiskerne (Fischer); beide waren Erfolge.
Zum ersten Mal erklang die königliche Hymne ("König Christian stand am hohen Mast"), einige andere Arbeiten folgten; die beliebten musikalischen Komödien legten den Grundstein für eine Tradition, die in den nächsten Jahren die Szene in Kopenhagen dominierte.
Einige von Hartmanns Werken verbrannten beim großen Brand von Schloss Christiansborg im Februar 1794.

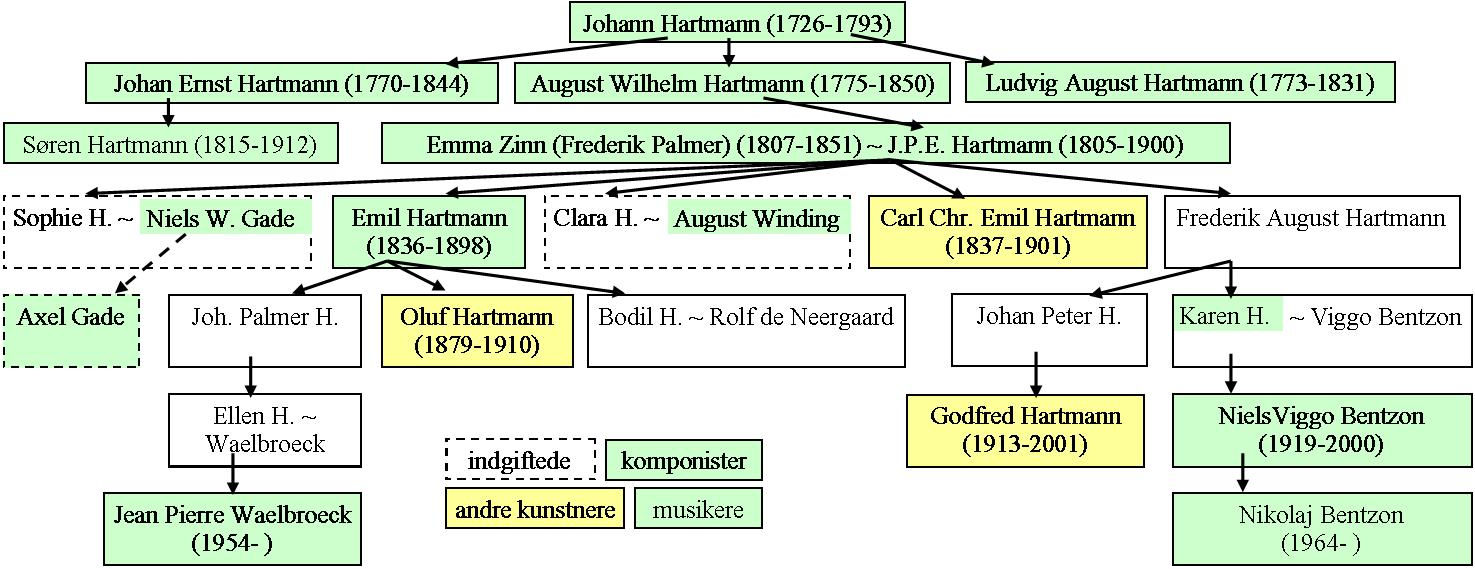
Johann Hartmanns Familie

## Musik
- Sørgekantate ved hertug Friedrich Karl af Plön’s død (1761)
- Sinfonie Periodique i D-dur (trykt 1770)
- Sinfonie Nr. 2 G-dur
- Sinfonie Nr. 3 D-dur
- Balders død (syngespil 1779)
- Kantate i anledning af Københavns Universitets 300 års jubilæum (1779)
- Fiskerne (syngespil 1780)
- Violinkoncert (sammen med Claus Schall 1780)
- Hyrdinden på Alperne (syngespil 1783)
- Sørgemusk ved Ludwig Harboes død (1883)
- Den blinde i Palmyre (syngespil 1784)
- Høytidssange (soli, kor og orkester 1787)
- Gorm d. Gamle (skuespil 1785)
- Kantate til Prinsesse Louise Augustas Formæling med Prinsen af Augustenborg (sammen med J.G. Naumann 1786)
- Jesu Dødsangst i Urtegaarden (passionsmusik 1793)
- Forløserens død (kantate 1783)
- mindestens 12 Sinfonien (davon vier erhalten)[1]
- Liden Gunver vandre som helst i Kvæld
- Sonater for 2 Violiner og Bas